# Núcleo de Estudos Interdisciplinares sobre a Mulher
O Núcleo de Estudos Interdisciplinares sobre a Mulher (NEIM) é um órgão suplementar da Faculdade de Filosofia e Ciências Humanas da Universidade Federal da Bahia. 

## História
Criada em maio de 1983, esta instituição é o mais antigo núcleo de estudos feministas em uma universidade pública brasileira e que ainda se encontra em atividade, além de ser segundo mais antigo a ser criado do Brasil, pois o primeiro foi o Núcleo de Estudos da Mulher (NEM) da PUC-RJ.
O NEIM foi  criado  a  partir  do  Mestrado  em  Ciências  Sociais  da  FFCH/UFBA, quando uma coletividade de mulheres docentes de diferentes áreas (Sociologia, Antropologia e Ciência Política), a exemplo de Alda Brito da Motta, Cecília Sardenberg e Ana Alice Alcântara Costa, decidiu estabelecer esse núcleo, vindo posteriormente a incorporar professoras/pesquisadoras de outros departamentos como Letras, Enfermagem, Música, Biologia,  Educação, Serviço Social, além de docentes/pesquisadoras de outras universidades, que ingressaram como pesquisadoras associadas, como Heleieth Saffioti. 
De acordo com a socióloga Márcia dos Santos Macedo, em razão de seu pioneirismo, o NEIM surgiu em uma época na qual os estudos de gênero, ainda estavam em formação e com pouca divulgação, por esta circunstância histórica que em seu nome foi enfatizada a expressão "mulher", mas que a instituição passou por debates posteriores que problematizaram essa questão, especialmente em face das demandas de maior diversidade.
Em 1984, o NEIM instituiu o Centro de Documentação e Informação e Memória Zahidê Machado (CDIM), centro arquivístico que homenageia a socióloga Zahidé Machado Neto, pioneira nos estudos de gênero no estado da Bahia.

## Pesquisa
O NEIM colabora na gestão, deliberação e execução das atividades de pesquisa, ensino e extensão da FFCH/UFBA possui quatro linhas de pesquisa: 
- Gênero, Alteridades e Desigualdades;
- Gênero, Arte e Cultura;
- Gênero, Ciência e Educação; e
- Gênero, Poder e Políticas Públicas.

As pesquisas interdisciplinares produzidas no âmbito dos estudos interdisciplinares sobre mulheres, gênero e feminismos, é feita por meio do periódico científico "Revista Feminismos".

## Colaboração em atividades de ensino
No âmbito do ensino de graduação, o NEIM atua junto ao Departamento de Estudos de Gênero e de seu colegiado, apoiando o oferecido pela UFBA do Bacharelado em Estudos de Gênero e Diversidade, um dos bacharelados interdisciplinares disponíveis na instituição que foi aprovado em 2008 e implantado em 2009.
Em relação à pós-graduação stricto sensu, o NEIM atua junto ao Pós-Graduação em Estudos Interdisciplinares sobre Mulheres, Gênero e Feminismo (PPGNEIM), criado em 2005, ele é o primeiro nessa temática a ser implantado tanto no Brasil, quanto na América Latina, oferecendo cursos de Mestrado e Doutorado.